# Феликс Цвајер
Феликс Цвајер је немачки фудбалски судија. Цвајлер суди на утакмицама Бундеслиге. Судија ФИФАе је од 2012. године, а такође је члан УЕФА Елитне групе судија од јула 2017. године.

## Судијска каријера
Цвајер је почео да суди на нивоу ДФБ 2004. Године 2007. је унапређен у 2. Бундеслигу, као и помоћни судија у Бундеслиги. Две године касније, Цвајер је унапређен у Бундеслигу за сезону 2009–10.
Цвајер је 2005. године отужен да је  био умешан у скандал са намештањем мечева који се усредсредио око 2. Бундеслигашког арбитра Роберта Хојзера, који је узео мито за намештање неколико утакмица које је судио. Цвајер му је асистирао у мечу и примио мито од 300 евра да би избегао критичне сцене за Вуперталер. У јануару 2005. он и још тројица високих судија обавестили су ДФБ о Хојзеровом намештању утакмица. Након тога му је забрањено да суди на 6 месеци, суспензија која је држана у тајности неколико година све док немачки лист Дие Цајт није објавио тајни досије Немачке фудбалске федерације.
Дана 21. фебруара 2016, менаџер Бајера из Леверкузена Роџер Шмит је искључен од стране Цвајера у мечу против Борусије Дортмунд након што је оспорио слободан ударац који је довео до поготка за Дортмунд, јединог гола на утакмици. Шмит је првобитно одбио да оде, због чега је судија прекинуо игру и одвео играче ван терена, што је изазвало осам минута кашњења, пре него што је утакмица настављена без Шмита на терену.
Дана 30. априла 2018. ФИФА је одабрала Цвајера за једног од видео помоћних судија за Светско првенство у фудбалу 2018. у Русији, прво ФИФА Светско првенство које користи ову технологију.
У децембру 2021. године, Цвајер је судио утакмицу између минхенског Бајерна и Борусије из Дортмунда у којој је био жестоко критикован што није досудио пенал за Дортмунд и искључио тренера Марка Роуза. После утакмице, Џуд Белингам из Дортмунда се осврнуо на аферу Цвајер, рекавши: „Шта очекујете од судије који има намештену утакмицу пре највеће утакмице у Немачкој?“
Након контроверзе, Цвајер је направио паузу у суђењу. Вратио се у фебруару 2022. у утакмици 2. Бундеслиге између Хановера 96 и СВ Дармштата, још једном критикован због одлуке да се не изведе пенал. Његов повратак је такође донео даље извештавање о његовом учешћу у скандалу са намештањем утакмица 2005. године.
Судио је финале УЕФА Лиге нација 2023. између Хрватске и Шпаније 18. јуна 2023. године.

### Европско првенство у фудбалу 2024.
| Фаза          | Датум         | Град     | Стадион            | Екипа 1  | Резултат  | Екипа 2     | Жути картон | Red card | Пенали |
| ------------- | ------------- | -------- | ------------------ | -------- | --------- | ----------- | ----------- | -------- | ------ |
| Групна фаза   | 15. јун 2024. | Дортмунд | Сигнал Идуна парк, | Италија  | 2:1 (2:1) | Албанија    | 2 - 2       | 0 - 0    | 0 - 0  |
| Групна фаза   | 22. јун 2024. | Дортмунд | Сигнал Идуна парк  | Турска   | 0:3 (0:2) | Португалија | 3 - 2       | 0 - 0    | 0 - 0  |
| Осмина финала | 2. јул 2024.  | Минхен   | Алијанц арена      | Румунија | 0:3 (0:1) | Холандија   | 2 - 2       | 0 - 0    | 0 - 0  |